# Рауль II де Тосни
Рауль (Ральф) II де Тосни (фр. Raoul II de Tosny) или Рауль II де Конш (фр. Raoul II de Conches); умер 24 марта 1102) — англонормандский аристократ, сеньор де Тосни и де Конш-ан-Уш с 1040 года. Происходил из рода Тосни и был знаменосцем герцога Нормандии Вильгельма Завоевателя и принимал участие в завоевании Англии, однако владений там получил мало. Основные интересы Рауля лежали в Нормандии, управлению своими английскими землями, составившими феодальную баронию Фламстед, он уделял времени мало.
Рауль принимал участие в восстании Роберта Куртгёза, а также неоднократно воевал против своих соседей. После смерти Вильгельма Завоевателя сначала был вассалом Роберта Куртгёза, ставшего герцогом Нормандии, но позже его сюзереном стал король Англии Вильгельм II Рыжий.

## Происхождение
Рауль происходил из рода Тосни — одной из самых влиятельных семей на южной границе Нормандии. Согласно написанной в XI веке «Хронике архиепископов Руана», род имеет французское происхождение. Его родоначальником указывается «сильный человек» Рауль, сын Гуго де Кавалькана и брат архиепископа Руана Гуго II де Кавалькана (умер в 989 году). В XII веке Ордерик Виталий на основании «Деяний герцогов Нормандии» Гильома Жюмьежского вывел происхождение Тосни от норманна Малахулка, дяди первого герцога Нормандии Роллона. Возможно, Тосни были связаны с Малахулком по женской линии — из его рода могла происходить мать Рауля.
Сеньория Тосни располагалась в долине реки Сены и находилась в руках семьи уже к 980-м годам. К 1010 году представители семьи усвоили родовое прозвание Тосни. Один из её представителей, Роже I де Тосни, основал аббатство Конш-ан-Уш, название которого дало альтернативное родовое прозвание семьи (де Конш), использовавшееся на протяжении нескольких поколений. У него от брака с Годегильдой родилось несколько сыновей, одним из которых был Рауль.

## Биография
Год рождения Рауля неизвестен. Его отец, Роже I, и двое старших братьев погибли около 1040 года в кровавой вражде с представителями дома Бомонов. Впоследствии мать Рауля вышла замуж за Ричарда, графа д’Эврё, родственника юного герцога Нормандии Вильгельма, в доме которого Рауль, который в момент смерти отца, вероятно, был несовершеннолетним, возможно, и воспитывался.
С 1040 года имя Рауля появляется в качестве свидетеля хартий — вместе с именем матери. Самостоятельно визировать хартии он стал только с 1050 года. В этот период он сблизился с герцогом Вильгельмом, близкий друг которого, Уильям Фиц-Осберн, женился на Аделизе, сестре Рауля. Во время нападения французов на Нормандию в 1054 году Тосни был знаменосцем и доверенным посланником герцога, но по мере взросления стал, как и его отец, гордым и безрассудным. Рауль сохранял храбрость и физическое здоровье до самой смерти; при этом он не был способен подчиняться кому-либо, даже своему господину.
Владения Рауля состояли из ряда больших поместий вокруг Конша, Тосни и Аквиньи, а также ряда других земель, разбросанных к северу от Сены, в том числе и в Котантене. К началу 1060-х годов он женился на Изабелле де Монфор, дочери Симона I де Монфора, принеся в приданое владения за пределами Нормандии с центром в Ножан-ле-Руа. Ордерик Виталий сообщает, что Рауль де Тосни ночью выкрал свою единоутробную сестру Агнессу, дочь Ричарда д’Эврё, и выдал её замуж за Симона, который в ответ выдал за него замуж свою дочь от первого брака. Изабелла обладала схожим с мужем характером, рыцари её обожали, и она наравне с ними участвовала в военных походах, вооружаясь как и они.
Воинственность Рауля нередко приводила к жестоким ссорам с соседями. Так, около 1060 года конфликт с Монтгомери привёл к вмешательству герцога Вильгельма, вставшего на сторону Роже де Монтгомери и конфисковавшего земли Рауля, а сам он был приговорён к изгнанию. В отместку Тосни объединился с некоторыми другими обездоленными баронами и разрушил Сент-Эвр. Впрочем, в 1062 или 1063 году по просьбе Симона де Монфора, в дружбе которого он нуждался, герцог восстановил Рауля в правах. В дальнейшем в 1060-х годах Тосни принимал участие в разных событиях в Нормандии.
В 1066 году Ральф принял участие в нормандском завоевании. Позднее предание сообщало, что во время битвы при Гастингсе Тосни отказался нести нормандское знамя, поскольку хотел быть в гуще сражения. Став королём, Вильгельм Завоеватель раздал английские земли своим приближённым, но владения, которые получил Рауль, оказались достаточно скромными для такого значительного барона, меньше, чем для младших представителей рода Тосни — Роберта де Стаффорда и Роберта де Тосни из Бельвуара. Возможно, что он предпочитал Нормандию, хотя не исключено, что более обширные владения были отобраны из-за участия в каком-то восстании или из-за его поддержки Роберта Куртгёза в 1078—1079 годах, когда он на некоторое время был лишён своих владений. Первоначально Рауль, вероятно, получил большие владения, разбросанные по судебному округу Нектон в Норфолке, а также несколько поместий в Эссексе и Хартфордшире, в том числе и Фламстед, позже ставшее центром феодальной баронии Тосни. После конфискации владений у его племянника, Роджера де Бретёй, графа Херефорда, Тосни из них были переданы поместья в Беркшире, Глостершире, Вустершире и Херефордшире с замком Клиффорд.
Известно только об одном посещении Раулем Англии после 1066 года, хотя не исключено, что о некоторых визитах информация не сохранилась. Он мало интересовался своими английскими владениями, сосредоточившись в управлении своими нормандскими землями. При этом некоторые из его нормандских вассалов стали его арендаторами и в Англии. При этом он щедро жертвовал церкви в Нормандии. Известны его пожертвования родовому аббатству Конш, а также аббатствам Святого Таурина из Эврё и Сент-Эвру. В последнем случае он прибыл в аббатство и попросил прощения за разрушения, которые он произвёл в 1060-е годы. В 1070-е годы он побывал в Испании, хотя и неизвестно, с какой целью — паломничества или для участия в военной кампании. Оттуда он вернулся в 1075 году.
В 1087 году умер Вильгельм Завоеватель, после чего герцогом Нормандии стал его старший сын, Роберт Куртгёз, а королём Англии — второй сын, Вильгельм II Рыжий. Ральф оказался среди нормандских баронов, которые отказались признать власть нового герцога. Он изгнал гарнизоны Куртгёза из своих замков, но уже в 1088 году участвовал в его успешной кампании в графстве Мэн. В начале 1090-х годов Рауль засвидетельствовал несколько хартий в герцогстве. Однако после того как Куртгёз отказался поддержать Тосни во время частной войны, которую он вёл против своего единоутробного брата Гильома, графа д’Эвре (спровоцированной женой последнего), Рауль перешёл на сторону Вильгельма II Английского, который охотно послал ему помощь. После того как в 1091 или 1092 году был заключён мир, герцог Нормандии формально передал владения Тосни в сюзеренитет короля Англии. В дальнейшем Рауль был лоялен к Вильгельму II и, вероятно, участвовал в его кампании 1098 года против Франции.
Когда Вильгельм II погиб в 1100 году, Рауль воспользовался этим, чтобы уладить свой конфликт с Бомонами.
Рауль умер 24 марта, вероятно, 1102 года, сохраняя драчливость почти до самой смерти. Его похоронили в родовом аббатстве Конш. Поскольку его старший сын, Роже, умер ещё при жизни отца, все владения Тосни унаследовал его второй сын, Рауль III. Изабелла де Монфор пережила мужа; последние годы она провела в монастыре От-Брюер.

## Брак и дети
Жена: Изабелла де Монфор, дама де Ножан-ле-Руа, дочь Симона I, сеньора де Монфор-л’Амори, и Изабеллы де Бруа. Дети:
- Роже II де Тосни (умер 15 мая 1093/1095)[3].
- Рауль III де Тосни (умер около 1126), сеньор де Конш-ан-Уш и феодальный барон Фламстеда с 1102 года[3][6].
- Годегильда де Тосни (умерла в октябре 1097); муж: около 1090/1096 Балдуин I Булонский (умер 2 апреля 1118), граф Эдессы в 1097—1100 годах, король Иерусалима с 1100 года[3].